# Сарла (регбійний клуб)
Club Atthétique Sarladais Périgord Noir — французький регбійний клуб, який базується в Сарла-ла-Канеда, департамент Дордонь. З 2020 року перша команда називається регбі Сарла.
Він виступав у 2020-2021 роках в чемпіонаті Федерального 2.